# Otto Stöber
Otto Stöber (* 18. Juli 1902 in Hermesdorf (Nordmähren); † 25. Oktober 1990 in Linz) war ein österreichischer Schriftsteller und Unternehmer.

## Leben
Stöber wuchs in St. Florian auf und besuchte die Bürgerschule in Mährisch-Schönberg und Troppau. Dreizehnjährig nahm er als Freiwilliger am Ersten Weltkrieg teil. Nach Gründung der Tschechoslowakei übersiedelte er nach Linz, wo er Mitglied der SDAP und Sekretär von Richard Strasser wurde. Teilweise gemeinsam mit Karl Emmerich Baumgärtel entfaltete er eine umfangreiche Bildungstätigkeit, so gründete er eine Buchgemeinschaft, einen Esperanto-Verein sowie 1920 den „Freien Radio-Bund“. Ein Jahr nachdem in Linz der erste Radiosender am Freinberg in Betrieb ging (1928), initiierte Stöber eine Radio-Schule und wurde Herausgeber der Radio-Zeitschrift „Volksfunk“. Parallel dazu war er im Elektrohandel tätig.
Während es keinen Nachweis für eine Mitgliedschaft bei der NSDAP gibt, engagierte sich Stöber für den Reichskolonialbund, in diesem Zusammenhang gründete er auch die Sortiments- und Versandbuchhandlung „Afrika-Echo“. Am 26. November 1940 kaufte er die Reste des Schlosses Neydharting, wo er nach 1945 das Moorforschungsinstitut am Neydhartinger Moor in Bad Wimsbach-Neydharting betrieb.
Neben seinen unternehmerischen Tätigkeiten verfasste er, beginnend mit dem Roman Jesus, der Ketzer (1923) mehrere literarische Texte.
Otto Stöber, dem der Titel Prof. e. h. verliehen wurde, veröffentlichte zahlreiche Bücher und war Ehrenbürger der Marktgemeinde Wimsbach-Neydharting.